# Jodis micra
Jodis micra là một loài bướm đêm trong họ Geometridae.